# Plaine-Haute
 Plaine-Haute (en bretó Plenaod, gal·ló  Plenautt) és un municipi francès, situat a la regió de Bretanya, al departament de Costes del Nord. L'any 1999 tenia 1.211 habitants.

## Demografia
| 1962                                       | 1968 | 1975  | 1982  | 1990  | 1999  |
| ------------------------------------------ | ---- | ----- | ----- | ----- | ----- |
| 898                                        | 918  | 1.025 | 1.102 | 1.117 | 1.211 |
| Des de 1962: població sense dobles comptes |      |       |       |       |       |

## Administració
| Període | Identitat     | Partit |
| ------- | ------------- | ------ |
| 2001-   | Isabelle Oger |        |